# Polizeiliche Aufgabe
Eine Polizeiliche Aufgabe besteht für die deutsche Polizei aufgrund eines Bundes- oder Landesgesetzes (Letzteres ist nur für die jeweilige Landespolizei verbindlich). Sie ist Grundsatz jeglichen polizeilichen Handelns und wird durch die Befugnisse beim Vollzug des Eingriffsrechtes ergänzt, nie jedoch ersetzt. Man unterscheidet zwischen originären und zugewiesenen Aufgaben sowie polizeiinternen Ersuchen.

## Originäre Aufgaben
Originäre Aufgaben sind ausschließlich im jeweiligen Polizeirecht festgeschrieben.
- Gefahrenabwehr: Unterbindung und Prävention gemeinsam mit den Sicherheitsbehörden
- Hilfeleistung, teilweise im Polizeirecht festgeschrieben, ansonsten gilt rechtlich der Umkehrschluss aus dem Straftatbestand unterlassene Hilfeleistung
- Auskunftserteilung, verschiedenartig festgeschrieben (z. T. Teil des Verwaltungsverfahrens)

## Zugewiesene Aufgaben
- Strafverfolgung unter Weisung und Aufsicht der Staatsanwaltschaft, diese führt jedoch keine Dienst- oder Fachaufsicht
- Verfolgung von Ordnungswidrigkeiten, z. T. auch Ahndung derselben
- Freies Geleit von Staatsgästen (Gefahrenabwehr)
- Verkehrsregelung bei Gefahr im Verzug (Konstrukt aus: Die Polizei hat … die Aufgaben zu erfüllen, die ihr durch andere Rechtsvorschriften übertragen sind im Polizeirecht → StVO: Bei Gefahr im Verzug kann zur Aufrechterhaltung der Sicherheit oder Ordnung des Straßenverkehrs die Polizei … tätig werden (§ 44 Abs. 2 StVO))
- Schutz privater Rechte, sofern dies nicht gerichtlich möglich ist und dieser gerichtliche Schutz nicht abgewartet werden kann

Weiterhin ergeben sich Aufgabenzuweisungen aus dem Verwaltungsrecht:
- Amts- und Vollzugshilfe, die Amtshilfe als bloße Behörde (nicht als Polizei), die Vollzugshilfe als Polizeibehörde; z. B. Zuführung von Arrestanten und Strafgefangenen zum Gerichtssaal

- Auskunftserteilung, z. B. personenbezogene Daten (Unfallgegner, ermittelte Täter, Inobhutnahme etc.)

## Polizeiintern
Ein Sonderfall sind Unterstützungsersuchen unter verschiedenen Polizeidienststellen, z. B. Nachschauen, Vernehmungen und Sicherstellungen. Hier kommt das Polizeirecht sowie das anzuwendende Verwaltungsverfahrensgesetz zum Tragen. Jegliche Unterstützungsersuchen sind zeitnah zu erfüllen; Kostenersatz findet, außer bei Gestellungen von Personal oder Gerät, nicht statt.

## Amtshilfe
Im Rahmen der Amtshilfe mit dem Unterfall Vollzugshilfe kann sich die Polizei auch der Mithilfe anderer Behörden bedienen. Dies sind in der Regel schlichte Auskunftsersuchen wie beispielsweise die Übersendung eines Lichtbildes des Einwohnermeldeamtes. Außerdem kann beispielsweise die Feuerwehr zum Ausleuchten einer Einsatzstelle angefordert werden.